# Þórvaldr Hjaltason
Þórvaldr Hjaltason var en islandsk skjald der levede i slutningen af 900-tallet, og som var i den svenske Erik Sejrsæls tjeneste.
Han bliver nævnt i Skáldatal som værende i Eriks tjeneste. Styrbjarnar þáttr Svíakappa beretter at han deltog i slaget ved Fýrisvellir mod Styrbjørn den Stærke og som svar på kongens kald om vers til at mindes sejren skrev de nedenstående to lausavísur i  dróttkvætt:
Fari* til Fýrisvallar, 
folka tungls, hverrs hungrar, 
vǫrðr, at virkis garði  
vestr kveldriðu hesta. 
Þar hefr hreggdrauga hǫggvit 
–hóll*aust es þat—sólar 
elfar skíðs fyr ulfa
Eirekr í dyn geira.
Lad enhver angriber af troldmanden [ulv] der hungrer efter at gå til Fyris-marken. Deres huggede Erik i slag nok ned til hver af dem. oversat af Guðbrandur Vigfússon og Frederick York Powell
Illr varð ǫlna fjalla 
auðkveðjǫndum beðjar
til Svíþjóðar síðan 
sveimr víkinga heiman. 
Þat eitt lifir þeira, 
—þeir hǫfðu lið fleira— 
—gótt vas her at henda 
Hundings—es rann undan.
blev siden vikingernes farten hjemmefra til Sverrig for rigdomskræverne (dem selv); kun de af deres talløse hær er i live, der flygtede; de havde en talrigere hær (end vi); det var let at få fat i dem (og dræbe dem). Oversat af Finnur Jónsson.
Dette er de eneste vers, som tilskrives ham. Ifølge legenden modtog  han en ring, der havde en værdi på en halv mark for hvert vers, og det vidste ikke om han har komponeret andre vers før eller efter. Han kan have bragt nyhederne om slaget med sig tilbage til Island.
Han kan være den samme person som den Þorvaldr Hjaltason, der nævnes med hans bror Þórðr i Landnámabók og i flere sagaer, men den Þorvaldr sige ikke at have været en skjald.